# Reserva natural nacional de Dashanbao
La Reserva natural nacional de Dashanbao es una reserva natural estatal situada en la localidad de Dashanbao, al oeste del distrito de Zhaoyang, en la provincia de Yunan, en China. La reserva protege un área de 192 km² de meseta pantanosa, a una altitud de entre 2200 y 3300 m, que provee hábitat para la grulla cuellinegra, de ahí que también se conozca como Reserva natural nacional de grulla cuellinegra de Dashanbao. En la reserva hibernan más de 1300 grullas.

## Sitio Ramsar de Dashanbao
En 2004, la Reserva natural nacional de grullas cuellinegras de Dashanbao, creada en 1990, fue declarada sitio Ramsar número 1435 (27°25′N 103°19′E). El lugar es un páramo pantanoso subalpino con turberas, entre 2.210 y 3.364 metros sobre el nivel del mar, con vegetación de aguas poco profundas como Poa annua, Geum aleppicum y Cyperus serotinus. Las principales funciones hidrológicas incluyen el control de inundaciones y la recarga de agua para suministrar agua subterránea a los manantiales río abajo y en las laderas. El sitio alberga la mayor concentración mundial, un 20 por ciento, de grulla cuellinegra, una especie vulnerable a nivel mundial, y es importante para otras aves acuáticas migratorias, como la serreta china, la cigüeña negra, la grulla común y el cisne cantor. La Reserva Natural ha sido administrada cooperando regularmente con el gobierno local y los residentes para proteger los bosques naturales, restaurar el humedal y convertir las tierras de cultivo en pastizales. Desde su establecimiento, se han rescatado 60 grullas cuellinegras heridas o enfermas hasta 2012, y se llevan a cabo actividades de investigación y monitoreo en colaboración con varias instituciones de investigación. En 2008, se construyó el Centro de Investigación y Monitoreo de Humedales de Dashanbao, con el apoyo financiero del gobierno de China.